# Wouter Sars
Wouter Sars (* 6. September 2000 in Tilburg) ist ein niederländischer Eishockeyspieler, der seit 2024 bei den Eaters Geleen in der belgisch-niederländischen BeNe League unter Vertrag steht.

## Karriere

### Klubs
Wouter Sars begann seine Karriere bei den Tilburg Trappers in seiner Heimatstadt, für dessen U19-Mannschaft er als 15-Jähriger in der Ehrendivision debütierte. Ein Jahr später lief er dann auch für die zweite Mannschaft in der belgisch-niederländischen BeNe League auf. Ab 2017 spielte er sodann in der ersten Mannschaft in der drittklassigen deutschen Oberliga Nord, die 2018 gewonnen wurde. Im selben Jahr wurde er als bester Nachwuchsspieler der Niederlande mit der Bennie-Tijnagel-Trofee ausgezeichnet. 2024 verließ er seine Heimatstadt und schloss sich den Eaters Geleen aus der belgisch-niederländischen BeNe League an.

### International
Im Juniorenbereich spielte Sars für die Niederlande bei den U18-Weltmeisterschaften 2017 und 2018, als er zum besten Spieler seiner Mannschaft gewählt wurde, sowie den U20-Weltmeisterschaften 2018, 2019 und 2020 jeweils in der Division II. Dabei wurde er 2019 (gemeinsam mit dem Serben Marko Dragović) und 2020 jeweils Torschützenkönig des Turniers. 2019 war gemeinsam mit Dragović und dessen Landsmann Mirko Đumić auch zweitbester Scorer nach dem Kroaten Dominic Čanić.
Sein Debüt in der niederländischen Nationalmannschaft gab Sars bei der Weltmeisterschaft 2022 in der Division II, als der Aufstieg in die Division I gelang. Dort spielte er dann bei der Weltmeisterschaft 2024.

## Erfolge und Auszeichnungen
- 2018 Gewinn der Oberliga Nord mit den Tilburg Trappers
- 2019 Torschützenkönig bei der U20-Weltmeisterschaft der Division II, Gruppe B
- 2020 Torschützenkönig bei der U20-Weltmeisterschaft der Division II, Gruppe B
- 2022 Aufstieg in die Division I, Gruppe B, bei der Weltmeisterschaft der Division II, Gruppe A